# Sœurs de la Providence de l'institut de Charité
Les sœurs de la Providence de l'institut de Charité (en latin : Congregatio Sororum a Providentia) sont une congrégation religieuse hospitalière et enseignante de droit pontifical.

## Historique

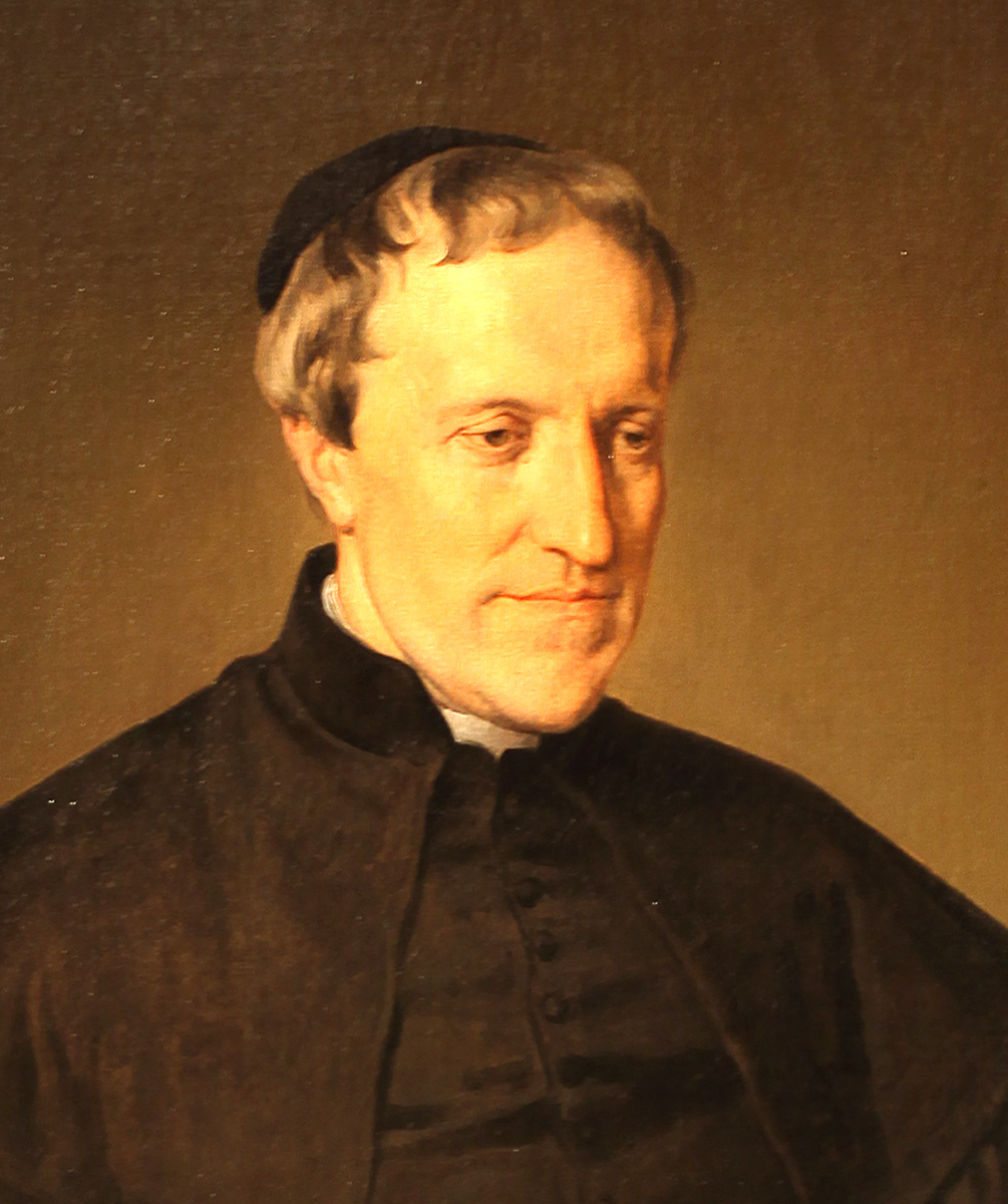
Antonio Francesco Davide Ambrogio Rosmini Serbati, en français Antoine Rosmini, portrait peint en 1856 par Francesco Hayez, exposé à la Civica galleria d'arte moderna (Milan)

La congrégation est fondée en 1832 par Antoine Rosmini, les premières religieuses sont recrutées dans les vallées du Haut Novare par Jean-Baptiste Loevenbruck, missionnaire lorrain rosminien et leur formation est confiée aux sœurs de la Providence de Portieux dont l'institut prend le nom. La première maison et le noviciat de la congrégation sont établis à Locarno ; la maison-mère est ensuite transféré à Domodossola puis à Borgomanero en 1856.
Les sœurs rosminiennes se répandent rapidement dans diverses régions d'Italie, notamment dans le Piémont et en Lombardie ; en 1843, la première maison est ouverte à l'étranger, à Loughborough, et en 1955, les religieuses commencent à travailler dans les missions en Tanzanie et au Venezuela. Rosmini dirigeait personnellement la congrégation comme supérieur, même s'il avait lui-même nommé comme supérieure Giovanna Antonietti.
L'institut reçoit le décret de louange le 8 avril 1946 et ses constitutions sont définitivement approuvées le 6 avril 1959.

## Activités et diffusion
Le but de l'institut est la charité de prochain sous n'importe quelle forme, selon les besoins de l'église. En particulier, les sœurs se consacrent à l'enseignement, à la prise en charge des orphelins, des personnes âgées et des malades, et travailler dans les paroisses et les missions. 
Elles sont présentes en:
- Europe : Italie, Royaume-Uni.
- Amérique : Colombie, Venezuela.
- Afrique : Tanzanie.
- Asie : Inde.

La maison généralice est à Rome. 
En 2017, la congrégation comptait 246 sœurs dans 31 maisons.